# Dorysthenes granulosus
Dorysthenes granulosus är en skalbaggsart som först beskrevs av Thomson 1860.  Dorysthenes granulosus ingår i släktet Dorysthenes och familjen långhorningar.
Artens utbredningsområde är:
- Laos.
- Burma.

Inga underarter finns listade i Catalogue of Life.